# Karoline Török de Szendrő
Karoline Törok de Szendrö, princesa de Nidda (1786-1862) fue una dama húngara conocida por ser esposa morganática del príncipe Jorge de Hesse.

## Biografía
Fue hija del matrimonio formado por Andreas IV Török de Szendrö y Karoline Lanser zu Moos. Tuvo una hermana, Therese (-1858).
Hacia 1803 vivía en Viena, donde conoció al joven príncipe Jorge de Hesse(-Darmstadt) que desde 1797 era oficial en el ejército imperial. En enero de 1804 contrajeron matrimonio convirtiéndose el príncipe del luteranismo al catolicismo. Tras su enlace el príncipe dejó al ejército imperial y la pareja volvió al landgraviato de Hesse-Darmstadt, instalándose en el Neuesschloss de Lampertheim. En ese mismo año le fue otorgado por su suegro, Luis X de Hesse-Darmstadt, el título de baronesa de Menden (baronin von Menden).
A finales de 1804 nació su única hija, Luisa (1804-1833) casada en 1829 con el toscano Lucas Borbon del Monte Santa María, marqués del Monte de Santa María (1808-1885).
Su marido se uniría al ejército de Hesse en 1807, participando desde entonces en las Guerras Napoleónicas. El 1 de mayo del año siguiente recibiría el título de condesa de Nidda, con el predicado de ilustrísima.
Recibiría de su suegro el título de princesa (fürstin) de Nidda el 14 de junio de 1821, con el predicado de alteza serenísima.  El título de Nidda se refería a un antiguo condado soberano que había sido integrado dentro de la casa de Hesse.
En 1827 se divorciaría de su marido, que iniciaría una nueva relación con Antoinette von Ebersberg.

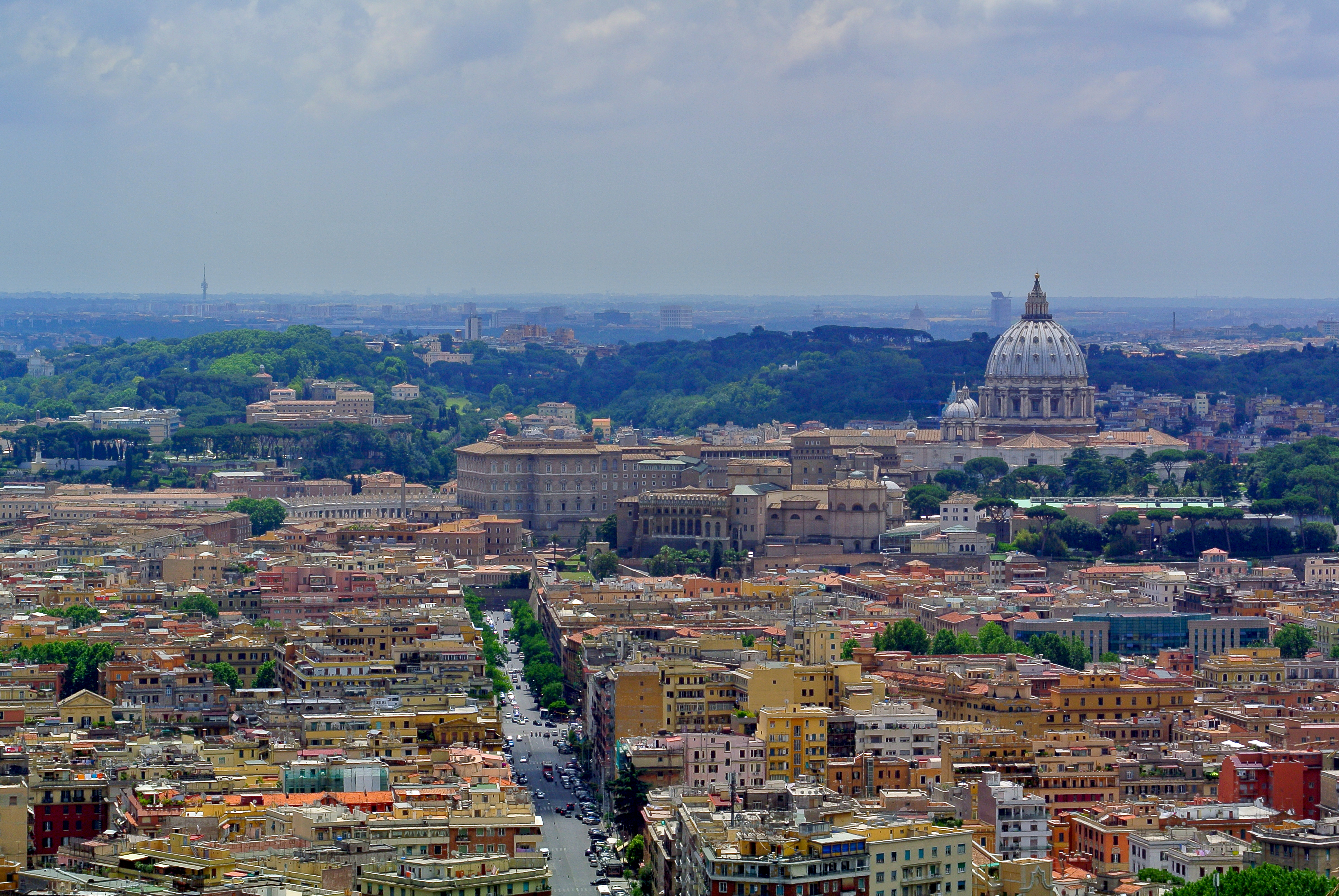
Vista de Roma desde Villa Mellini, lugar de fallecimiento de Karoline.

Hacia 1848 vivía en la Villa Mellini en el Monte Mario de Roma. En este lugar fue acusada por las tropas francesas de colaboración con el enemigo durante el sitio de Roma. En concreto se la acusaba de hacer señas de luz desde un cuarto de la villa. Se conoce que hizo diversos donativos a la imagen de la Virgen del Rosario que presidía el convento homónimo dominicano cercano a la Villa Mellini.
Karoline moriría en 1862, siendo enterrada en el Cementerio Teutónico de Roma.

## Órdenes
- Dama de segunda clase de la orden de la Cruz Estrellada.[13] ( Imperio austríaco, 1818)[14]